# (668643) 2012 DR30
2012 DR30 (2009 FW54), também escrito como 2012 DR30, é um corpo menor (objeto transnetuniano ou um centauro estendido) localizado a partir do Disco disperso/Nuvem de Oort. Ele tem o terceiro mais distante semieixo maior heliocêntrico de um corpo menor não foi detectado gasificação como um cometa. (Ambos 2013 BL76 e 2005 VX3 tem semieixos maiores heliocêntrico superiores). 2012 DR30 tem um semieixo maior baricêntrico de 1,035 UA.
2012 DR30 chegou ao periélio em março de 2011 a uma distância de 14,5 UA do Sol (dentro da órbita de Urano). Com uma magnitude absoluta de 7,1, o objeto tem um diâmetro estimado de 150 km ou 188 km.

## Descoberta
2012 DR30 foi descoberto no dia 22 de fevereiro de 2012 pelo Siding Spring Survey.

## Órbita
A órbita de 2012 DR30 tem uma excentricidade de 0,987 e possui um semieixo maior de 1159,921 UA. O seu periélio leva o mesmo a uma distância de 14,540 UA em relação ao Sol e seu afélio a 2305,302 UA.

## Comparação

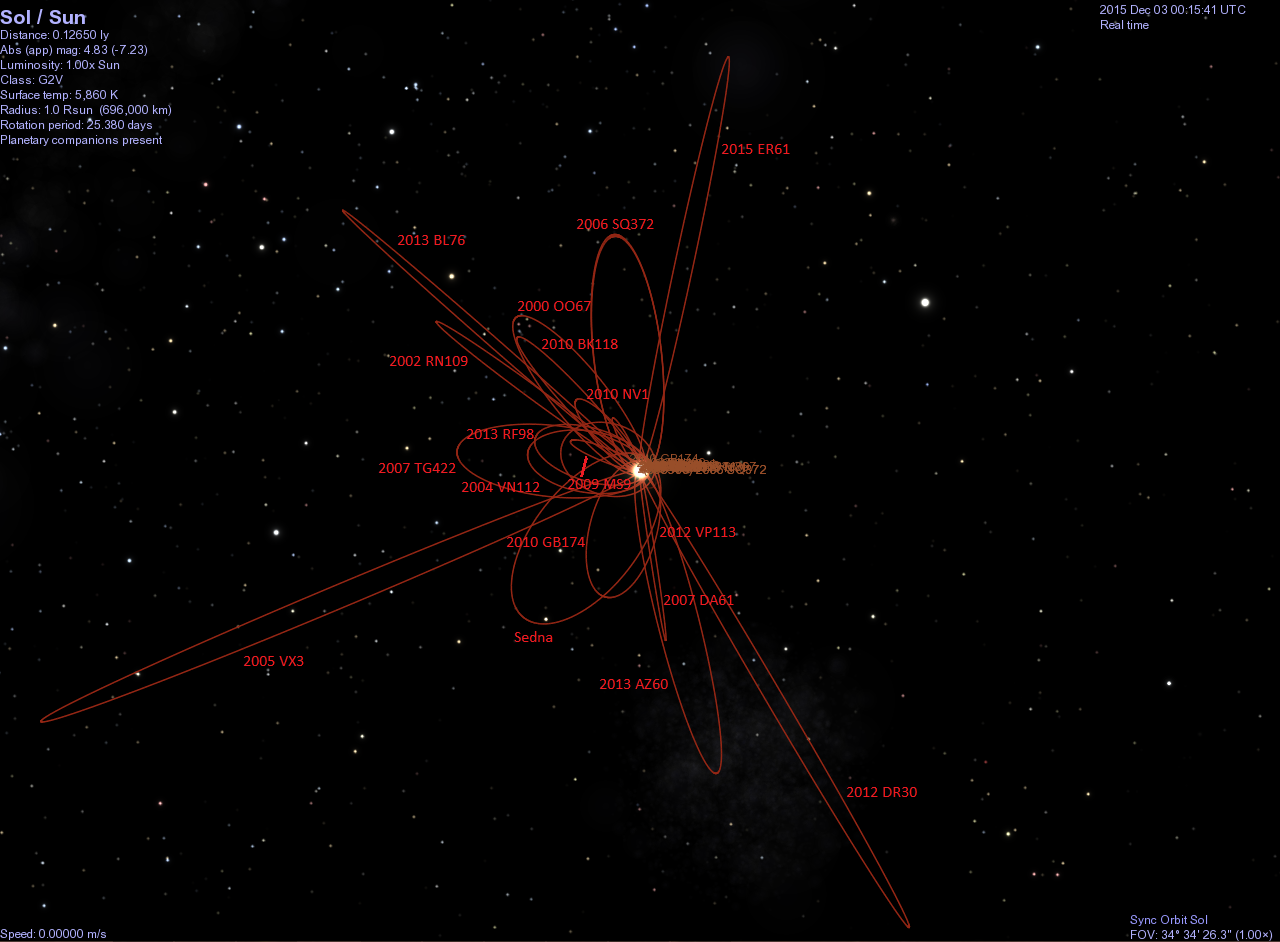
Comparação de com alguns outros corpos que orbitam muito distantes, incluindo 90377 Sedna, 2015 DB216 (orbit wrong), 2000 OO67, 2004 VN112, 2005 VX3, 2006 SQ372, 2007 TG422, 2007 DA61, 2009 MS9, 2010 GB174, 2010 NV1, 2010 BK118, 2012 VP113, 2013 BL76, 2013 AZ60, 2013 RF98, 2015 ER61